# Spirit
 Тази статия е за албума на Леона Люис.  За американската група вижте Спирит (група).  
„Spirit“ е дебютният албум на британската поп певица Леона Люис.

## Списък с песните
1. „Bleeding Love“ (продуценти: Райън Тедър, Джеси Маккартни) – 4:23
2. „Whatever It Takes“ – 3:27
3. „Homeless“ – 3:50
4. „Better in Time“ – 3:54
5. „Yesterday“ – 3:54
6. „Take a Bow“ – 3:54
7. „I Will Be“ – 3:59
8. „Angel“ – 4:14
9. „Here I Am“ – 4:52
10. „I'm You“ – 3:48
11. „The Best You Never Had“ – 3:43
12. „The First Time Ever I Saw Your Face“ – 4:26
13. „Footprints in the Sand“ – 4:08